# Roosevelt Jopie
Roosevelt Jopie is een kleine handpop en personage uit de beginjaren van het kinderprogramma Sesamstraat. Zijn originele, Engelstalige naam is Roosevelt Franklin.
Hij is een intelligente schooljongen met een donkerroze huid, zwart piekhaar en een gestreept shirt. Hij nam geregeld de rol van leraar op zich en onderwees zijn klasgenoten al zingend en scattend over zaken als familie, trots, respect en aardrijkskunde.
Midden jaren zeventig werd besloten geen nieuwe clips met Roosevelt Jopie meer te maken, onder andere omdat zijn wanordelijke klas geen goed voorbeeld was voor de kijkertjes.
In 2014 had hij een cameo in het programma en vanaf 2019 zit hij weer in programma. Zijn poppenspeler is Ryan Dillion
Matt Robinson was de eerste acteur die Roosevelt Jopie van een stem voorzag, in 1972 nam Jerry Nelson het van hem over. De Nederlandse stem werd ingesproken door Bill van Dijk. De stem van een van zijn leerlingen, Houtekop Harry Hendriks (Engelse naam: Hardhead Henry Harris), herkenbaar aan zijn zonnebril, werd vertolkt door Sjef Poort.